# Volo Aerocaribe 7831
Il volo Aerocaribe 7831 era un British Aerospace Jetstream 32EP, codice di registrazione N912FJ, con 17 passeggeri e 2 membri dell'equipaggio su un volo intra-messicano a corto raggio dall'Aeroporto Nazionale Francisco Sarabia a Tuxtla Gutiérrez, Chiapas, all'aeroporto internazionale Carlos Rovirosa Pérez di Villahermosa, Tabasco. L'8 luglio 2000, il volo 7831 parte dal Francisco Sarabia verso le 19:30. Successivamente incontra condizioni meteorologiche avverse, per le quali il comandante chiede il permesso al controllo del traffico aereo (ATC) a Tuxtla Gutiérrez per volare in cerchio, così da rintracciare meglio la pista.
L'ATC accoglie la richiesta e il Jetstream vira a destra, ma alle 19:50 il volo 7831 si schianta in una zona montuosa durante la discesa, prendendo fuoco all'impatto vicino a Chulum Juarez. Tutti i 19 passeggeri e l'equipaggio a bordo perdono la vita.